# نييبس جونثاليث باريو
ولدت في ريوتينتو عام 1884، وكانت أكبر أبناء برناردا، المعلمة، ومارسيلو، صاحب شركة صغيرة. قضت طفولتها في فيغاسيرفيرا، وهي بلدة في ليون، حيث استقرت العائلة.
تأثرت تعليمها بعمل والدتها، التي كانت تساعدها أحيانا في بعض الأعمال المنزلية التي اضطرت للقيام بها بسبب الوضع المالي للعائلة. التحقت بالمدرسة الثانوية في أوفييدو بين عامي 1904 و 1905، ثم التحقت بمعهد خورخي مانريكي في بلنسية بين عامي 1905 و1907، حيث حصلت على البكالوريوس بتقدير ممتاز و استثنائية في قسم العلوم.
بعد دراستها الثانوية، بدأت الدراسة في درجة التدريس العليا في أوفييدا، وأكملت عامًا واحدًا فقط من العامين وفي عام 1910 التحقت بشهادة الطب في جامعة سالامانكا، وحصلت على منحة دراسية كمتدربة في عام 1911  ومن هناك تخرجت مع مرتبة الشرف في عام 1914 وبعد ذلك انتقلت إلى مدريد، وحصلت على الدكتوراه في عام 1915 بأطروحة بعض الملاحظات على التشريح المرضي للكالازار الرضيع ، بإخراج جوستافو بيتالوجا فاتوريني في قسم الطفيليات بجامعة مدريد ، والتي كانت مساعدًا فخريًا لها لعدة سنوات. 
بعد تخرجها من الجامعة عملت كمعلمة في مدرسة للبنات وفي عام 1917 حصلت على وظيفة طبيبة في تطوان ، في محمية المغرب آنذاك، حيث بقيت لبضعة أشهر فقط، وفي النهاية تم تعيينها طبيبة للحريم الشخصي للخليفة محمد مهدي ولد بن إسماعيل .
وبعد عودتها إلى إسبانيا في عام 1918، عملت في معهد إيبيس وكانت الأستاذة المسؤولة عن المختبر في معهد روبيو.
حصلت على منحة دراسية إلى الولايات المتحدة في عام 1921 من قبل مجلس تمديد الدراسات، وحضرت عيادة مايو في روتشستر ، بينما في نيويورك درست تنظيم الممرضات الزائرات في الولايات المتحدة ، وهو الأمر الذي ستروج له في المستقبل للأجيال القادمة من المهنيين الطبيين، كونها رائدة في رحلات التدريب إلى هذا البلد.
وفي دراستها المعملية ركزت على طب الأطفال ورعاية الأطفال، وخاصة ضمن مجال تأثير إنريكي سونير، الذي كان أستاذا لأمراض الطفولة في مدريد منذ عام 1921، وكانت تعمل معه مساعدة فخرية في مختبر أمراض الطفولة في سان كارلوس.
بين عامي 1926 و 1931، كانت أستاذة في المدرسة الوطنية لرعاية الأطفال، أول مدرسة تخصصية طبية في إسبانيا، والتي نظمها وأدراها إنريكي سونير.
وكانت مسؤوولة عن المختبر وتنظيم زيارات الممرضات و المربيات .
صُممت المدرسة لتكون مركزًا تعليميًا وعلميًا، بالإضافة إلى كونها مركزًا للرعاية الصحية، بنهج متعدد التخصصات، وتُصدر شهادات رسمية لأطباء الأطفال والقابلات والممرضات الزائرات والمعلمات والعاملات في مجال رعاية الأطفال والمربيات. طُردت من المدرسة الوطنية العليا عام ١٩٣١، مع بقية الموظفين، في بداية الجمهورية الإسبانية الثانية، بسبب لائحة ألغى فيها مناصب عُيّنت خلال العقد السابق. على الرغم من حصولها على جائزة رويل من جمعية النظافة عام ١٩٢٩ عن عملها: "تنظيم وتنظيم هيئة ومؤسسة الممرضات الزائرات ونشاطهن الثقافي".

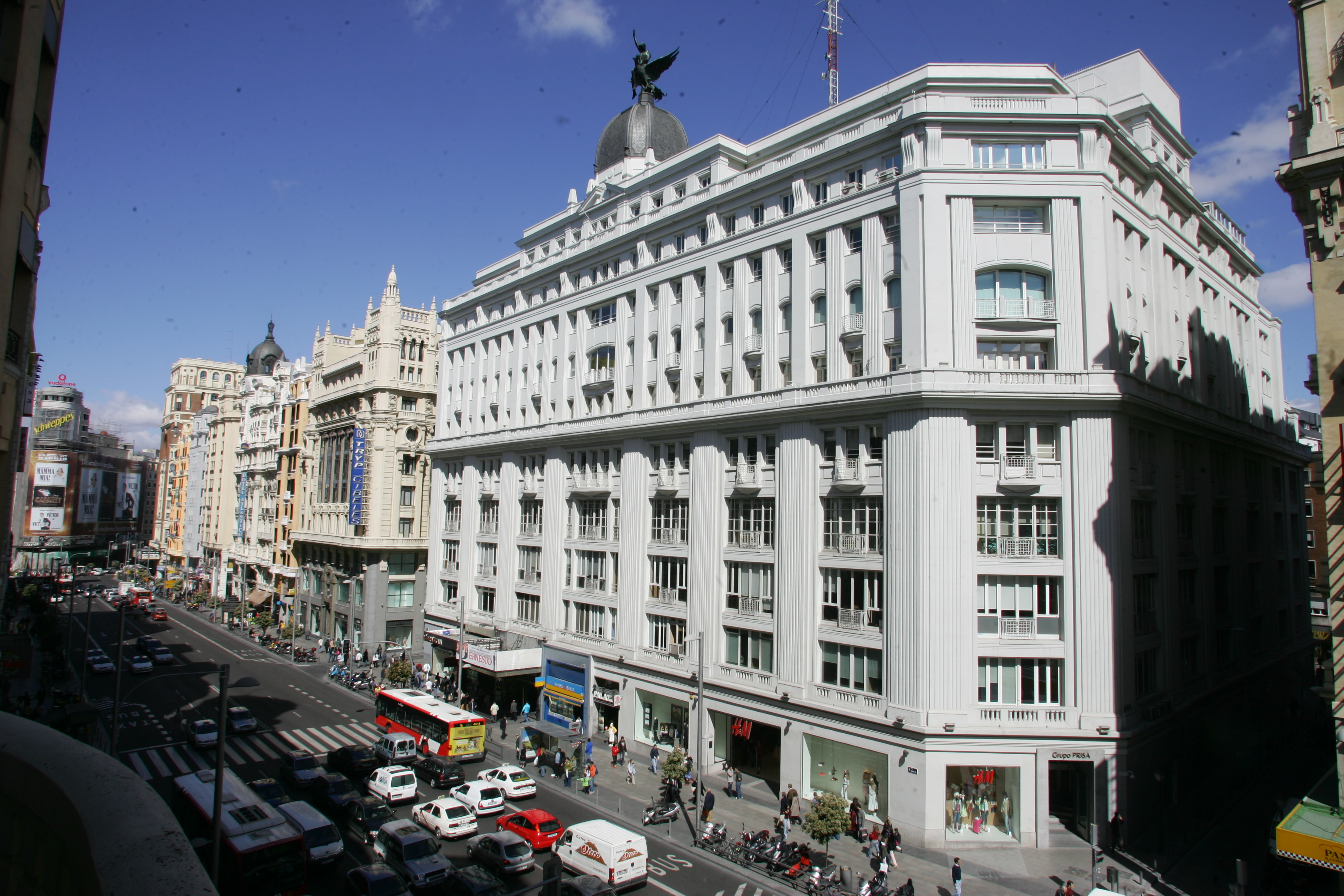
بين عامي 1934 و1935 كرّس نفسه لبث برامج معلومات صحية عبر إذاعة Unión Radio.

### خلال الحرب الأهلية وما بعد الحرب
رغم استقالتها من المدرسة الوطنية لرعاية الأطفال، واصلت عملها في التدريس والتعليم، وشاركت بشكل رئيسي في البرامج الإذاعية على إذاعة يونيون كأستاذة في معهد روبيو وأمين سر الرابطة الإسبانية للصحة المدرسية بين عامي ١٩٣٤ و١٩٣٥. تأثرت مسيرتها المهنية، كمعلمة وباحثة، إذ صعّب عليها عدم استقرار الجمهورية والحرب الأهلية التي تلتها الاستمرار. ومع ذلك، افتتحت عيادة خاصة في شارع فيلاسكيز بمدريد.

### المشاركة في الجمعيات النسائية
pertenecer a varias sociedades e instituciones médicas Nieves destacó por ser una personalidad de los derechos de las mujeres en España ya además de ser socia de la Residencia de Señoritas, del Lyceum Club Femenino de Madrid y la Junta de Damas de Protección Médica entre otras tantas era abierta en su opinión sobre el feminismo, como ella misma declaró en la revista Blanco y Negro en el 1935:

## تحية
المعرض الافتراضي لمكتبة كلية الطب بجامعة كومبلوتنسي بمدريد ، المخصص للسيدة نيفيس جونزاليس باريو.